# Justin McDonald
Justin McDonald (Gateshead, 21 de março de 1983) é um jovem ator inglês que tem encontrado grande sucesso e críticas entusiastas em seus últimos trabalhos.

## Carreira
Justin ficou conhecido principalmente por interpretar o jovem William Heelis, no filme Miss Potter, de 2006.
Além deste trabalho, o jovem participou de:
- And When Did You Last See Your Father?
- Vampire Diary
- Torchwood
- Afterlife
- The Bill
- Distant Shores
- Holby City.